# 住居制限
住居制限（じゅうきょせいげん）は、旧刑事訴訟法116条、118条で、被告人の住居が制限されることである。

## 概要
裁判所、予審裁判所が、勾留された被告人を刑務所から釈放する場合、保釈、責付の手続による場合のほか、被告人の住居を制限して勾留の執行を一時、停止し、これを釈放することができる。
保釈を受けるには、保釈金または保証書を提出すべく責付は親族、その他の者が引き受けることを要し、そうとう手続きを要するが、住居制限にはその手続きを要しない。
被告人がこの制限に違反するときは、裁判所は勾留の執行停止を取り消すことができる。